# Valtimo
Valtimo is een plaats en was gemeente in de Finse provincie Oost-Finland en in de Finse regio Noord-Karelië. De gemeente had een totale oppervlakte van 801 km² en telde 2877 inwoners in 2003.
Op 1 januari 2020 is de gemeente opgegaan in Nurmes.
Ilomantsi · Joensuu · Juuka · Kitee · Kontiolahti · Lieksa · Liperi · Nurmes · Outokumpu · Polvijärvi · Rääkkylä · Tohmajärvi
Voormalige gemeenten:
Eno · Kesälahti · Kiihtelysvaara · Nurmeksen maalaiskunta · Pälkjärvi · Pielisensuu · Pielisjärvi · Pyhäselkä · Tuupovaara · Valtimo ·  Värtsilä